# 韋克瑟爾山
47°27′33″N 11°24′43″E / 47.45925°N 11.41187°E

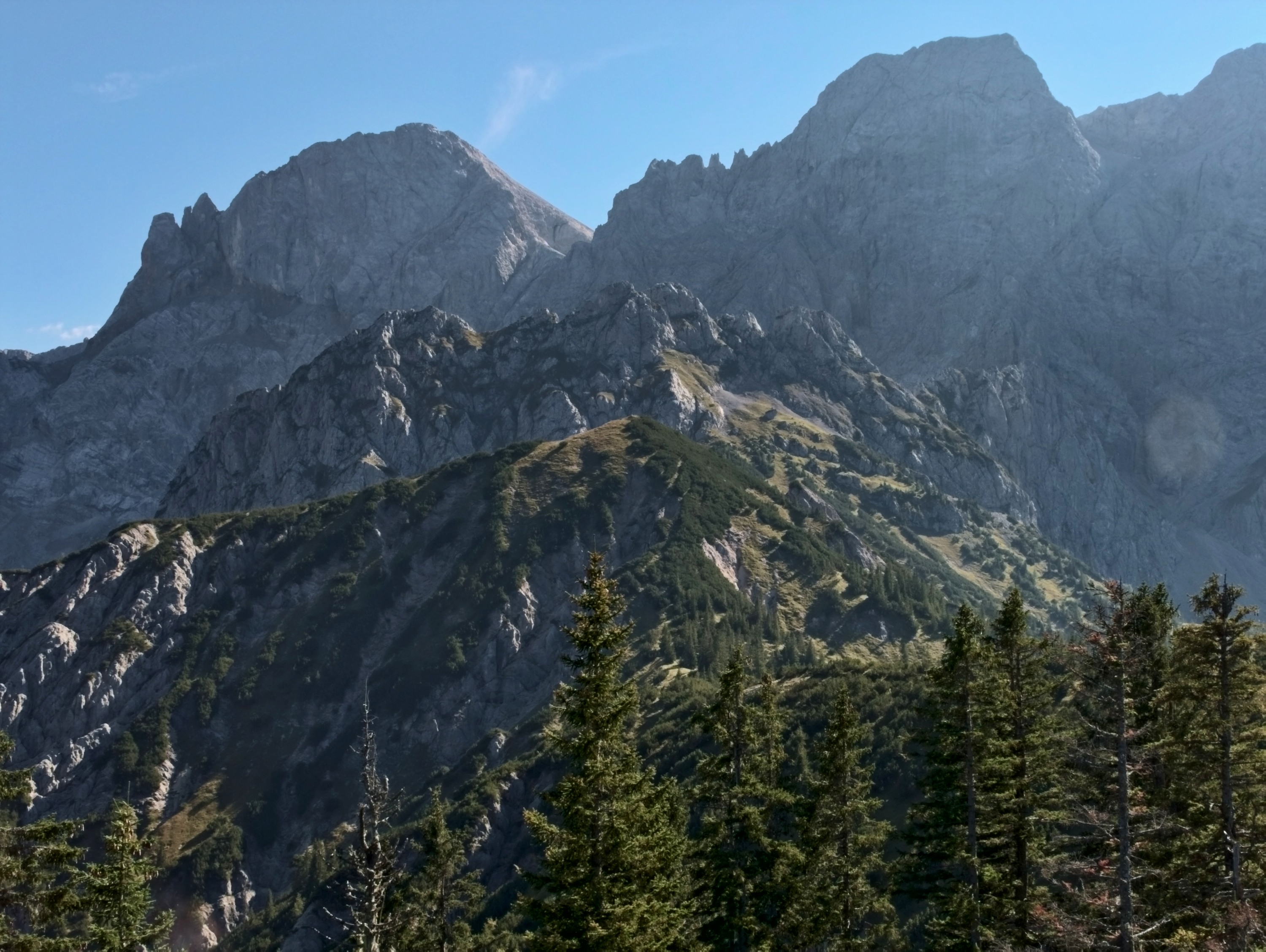

韋克瑟爾山（德語：Wechselkopf），是中歐的山峰，位於德國和奧地利接壤的邊境，由巴伐利亞和蒂羅爾州負責管轄，屬於卡爾文德爾山脈的一部分，海拔高度1,835米。